# Comissão Vaticana COVID-19
A Comissão Vaticana COVID-19 é uma instituição criada pelo Papa Francisco para expressar a preocupação da Igreja com a toda a família humana perante a pandemia de COVID-19 e propor possíveis respostas aos desafios socioeconômicos. No dia 20 de março de 2020, o Santo Padre pediu ao Dicasterio para o Serviço do Desenvolvimento Humano Integral (DSDHI) formar uma Comissão para “preparar o futuro” através de uma serie de “acções que apoiem às igrejas locais e que ajudem a salvar vidas humanas, a socorrer os mais pobres” e através do estudo e da  reflexão sobre os desafios socioeconômicos que surgiriam desta crise, assim com a elaboração de propostas de critérios para os enfrentar.
Este  órgão reporta directamente ao Santo Padre e é dirigido pelo Cardeal Peter Turkson, Prefeito do Dicasterio para o Serviço do Desenvolvimento Humano Integral; o Secretário, Mons. Bruno-Marie Duffé e o Padre Augusto Zampini, Secretário Adjunto.

Em uma entrevista no Vatican News, o Cardeal Turkson explicou a natureza e os antecedentes desta Comissão:
“O Papa [Francisco] está convencido de que estamos em um momento de mudança de época e reflete sobre o que virá depois da emergência [de COVID-19], sobre as consequências económicas e sociais da pandemia, sobre o que teremos de enfrentar e, sobretudo, sobre como a Igreja pode oferecer-se como um ponto de referência seguro para um mundo perdido diante de um acontecimiento tão inesperado. [...] O Papa pediu-nos concretização e criatividade, uma abordagem científica e imaginação, um pensamento universal e a capacidade de compreender as necessidades locais”.

## Grupos de trabalho e objetivos
A Comissão do Vaticano COVID-19 prevê a actividade de 5 grupos de trabalho, cada um com objetivos diferentes, que foram apresentados ao Santo Padre no dia 27 de março de 2020:
- Grupo de Trabalho 1: Agir agora para o futuro
- Grupo de Trabalho 2: Olhando para o futuro com criatividade
- Grupo de Trabalho 3: Comunicar a esperança
- Grupo de Trabalho 4: Em busca de diálogo e reflexão comum
- Grupo de Trabalho 5: Apoio à sustentação.

Além disso, o Grupo 2, “Olhando para o futuro com criatividade”, trabalha em 4 equipes especiais (task forces): segurança, saúde, economia e ecologia; cada uma com o seu próprio coordenador. A Comissão publica regularmente um Boletim que recolhe e resume os resultados de sua investigação e reflexão científica sobre estas 4 disciplinas. Além disso, trabalham transversalmente em torno de 4 pilares temáticos: 1) dignidade no trabalho e o trabalho do futuro; 2) novas estruturas para o bem comum, 3) governança, paz e segurança para a solidariedade global; 4) equilibrio dos sistemas sociais com o ecossistema.

A Comissão Vaticana COVID-19 preparou varios materiais, reflexões e mensagens entre as quais se destacam as catequesis oferecidas pelo Papa Francisco durante as suas audiências gerais de agosto e setembro de 2020 e contidas no livro Healing the World: Catechesis on the Pandemic.  Otras publicações são Life after the Pandemic e o e-book On the Rosary Crisis and Health.